# Pityrogramma dealbata
Pityrogramma dealbata är en kantbräkenväxtart som först beskrevs av Karel Presl, och fick sitt nu gällande namn av R.M. Tryon. Pityrogramma dealbata ingår i släktet Pityrogramma och familjen Pteridaceae. Inga underarter finns listade.